# Luke's Trolley Troubles
Luke's Trolley Troubles er en amerikansk stumfilm fra 1917.

## Medvirkende
- Harold Lloyd som Lonesome Luke
- Bebe Daniels
- Snub Pollard
- Sammy Brooks
- Bud Jamison